# VfB 올덴부르크
VfB 올덴부르크(VfB Oldenburg)는 독일 니더작센주 올덴부르크를 연고지로 한 스포츠 클럽으로 축구 부서 외에도 배구, 탁구, 크리켓, 다트 등 총 천명 이상의 회원을 보유하고 있다.

## 선수 명단

### 현역
참고: FIFA 자격 규정에 따라 소속된 국가대표팀 국기를 표시합니다. 선수는 복수의 FIFA 비회원국 국적을 가지고 있을 수 있습니다.
| 번호 | 포지션 | 국적 | 이름        |
| ---- | ------ | ---- | ----------- |
| 17   | MF     |      | 패트릭 뫼슐 |

| 번호 | 포지션 | 국적       | 이름        |
| ---- | ------ | ---------- | ----------- |
| 28   | GK     | 나이지리아 | 주드 치케레 |
| -    | GK     | 토고       | 스티븐 멘사 |

## 역대 감독
| 감독              | 임기        |
| ----------------- | ----------- |
| 미로슬라프 포타바 | 1997 ~ 1998 |